# What The Hack

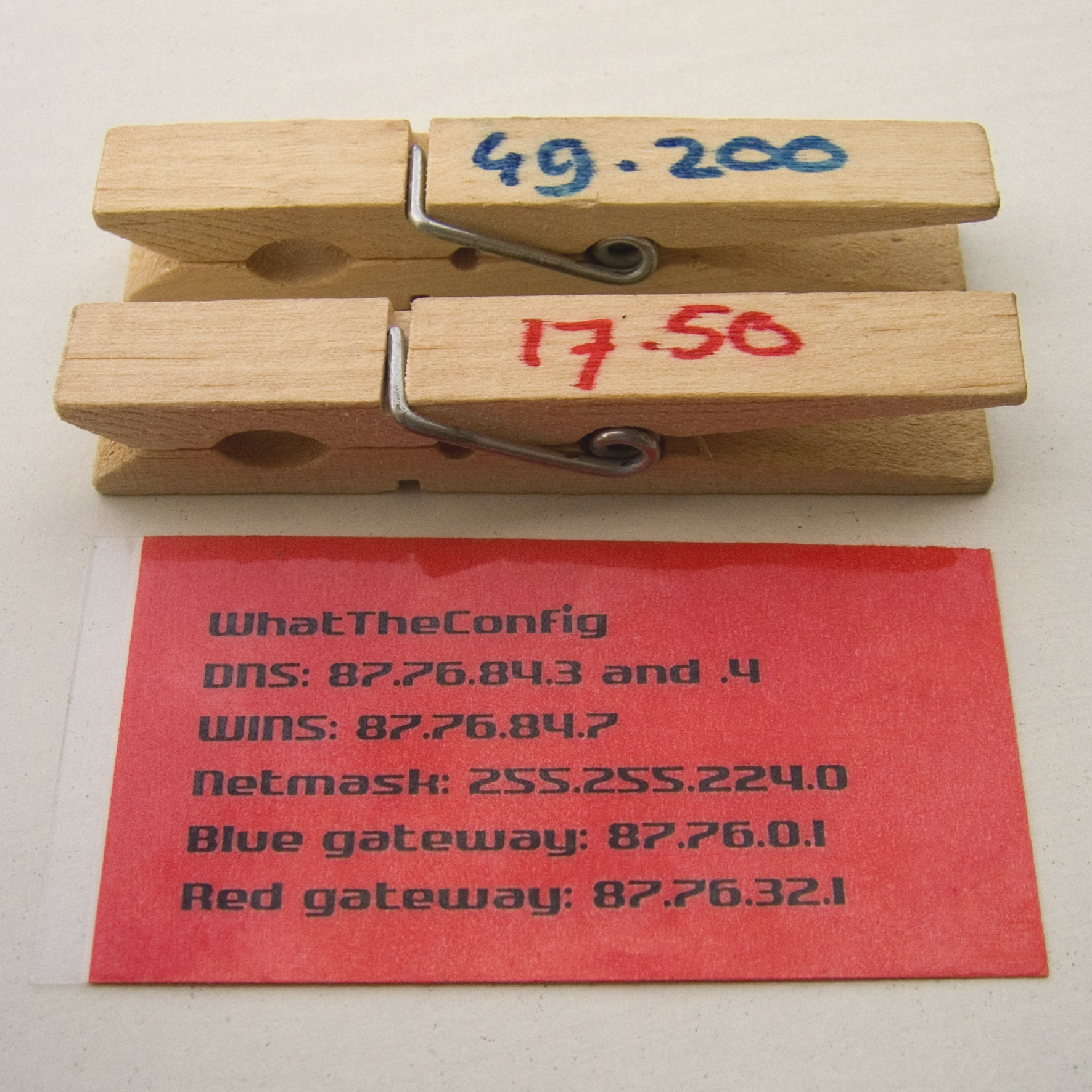
Peg dhcp de what the hack en hollande en 2005

What The Hack est le nom d'une conférence hacker qui s'est tenue en plein air à Liempde, aux Pays-Bas, entre le 28 et le 31 juillet 2005. Elle a accueilli plus de 2 000 personnes[réf. nécessaire].